# Хагуарес де Кордоба
Хагуарес де Кордоба (на испански: Jaguares de Córdoba) е колумбийски футболен отбор от Монтерия, департамент Кордоба. Основан е на 5 декември 2012 г., а през 2014 г. става шампион на Категория Примера Б и печели промоция за Категория Примера А.

## История
На 5 декември 2012 г. отборът взима лиценза за участие в Категория Примера Б на ФК Сукре от Синселехо, департамент Сукре, съществувал между 2011 и 2012 г. По същата схема корените на Хагуарес могат да бъдат проследени до 1995 г., когато е създаден ФК Хирардот, чиито лиценз е взет от Депортес Палмира от Палмира, Вале дел Каука през 2008 г., наследен от Пасифико от Буенавентура, Вале дел Каука (2010-2011), и Сукре.
През 2014 г. Хагуарес печели шампионската титла на втора дивизия, след като на финала побеждава Депортес Киндио с общ резултат 3:2 и пасив от два гола след първия мач.

## Успехи
- Категория Примера Б
  - Шампион (1): 2014

## Рекорди
- Най-голяма победа: 4:1 срещу Америка де Кали, 4 юни 2014
- Най-голяма загуба: 4:0 срещу Америка де Кали, 14 май 2013
- Най-много мачове: Леонардо Салданя – 921
- Най-много голове: Харолд Пресиадо – 221

1- Към 15 декември 2014 г.